# Ilegalna trgovina droge
Ilegalna trgovina droge, također poznata i kao narkobiznis u najširem smislu obuhvata celokupnu delatnost proizvodnje i distribucije psihotropnih supstanci (droga) na način koji je zabranjen zakonima ili međunarodnim konvencijama. U užem smislu se pri tome podrazumeva delatnost proizvodnje i distribucije droga koje su po pravilu namenjene uživaocima koji ih koriste iz rekreativnih razloga (razonoda) ili zavisnosti. Ilegalna trgovina drogom može imati različite oblike, od onih najjednostavijih - npr. pojedinaca koji uzgajaju stabljike indijske konoplje kako bi od nje proizvodili marihuanu za ličnu upotrebu - pa do izuzetno složenih koje uključuju niz različitih, ali međusobno povezanih kriminalnih organizacija koje deluju u različitim delovima sveta i koje su specijalizovane za različite segmente posla - od proizvođača sirovina (uzgajivači maka ili koke), proizvođača droga, krijumčara, pa do neposrednih rasparčivača, čija se delatnost kolokvijalno naziva dilovanje.
Iako nastojanja da se zabrani ili ograniči proizvodnja i distribucija različitih supstanci, uključujući droge, mogu pronaći u različitim zemljama i različitim periodima istorije, a zajedno sa njima i krijumčarenje i ilegalna trgovina tim supstancama, prvi značajniji primeri se vezuju uz nešto novije doba, pri čemu je među prvima bila carska Kina koja od 18. veka pod vlašću dinastije Đing nastojala da spreči konzumaciju opijuma među svojim podanicima. U zapadnom svetu se drogom počelo ilegalno trgovati nakon što su pojedine zemlje od sredine 19. pa do početka 20. veka počele da regulišu farmaceutsku industriju i industriju lekova. Nagli razvoj ilegalne trgovine drogom je zabeležen u 20. veku, a što se tumači kako posledicama Drugog svetskog rata koji je brojne veterane učinio zavisnima o opijata (za suzbijanje bolova) ili amfetamina (korištenim za održavanje borbene gotovosti), tako i kontrakulurnih trendova koji su među posleratnom tzv. bejbi bumerskom generacijom popularizovali konzumiranje droga u rekreativne svrhe. U oba slučaja se u zapadnom svetu stvorilo masovno tržište za organizovane trgovce ilegalnih droga.
Svetski izveštaj o drogama za 2005., koji proizveo odsek Ujedinjenih nacija za drogu i kriminal, procenjuje veličinu globalnog tržišta za nelegalne droge na 321,6 milijardi američkih dolara samo u 2003. godini. Sa svetskim BDP od 36 biliona dolara iste godine, ilegalna trgovina drogom može se proceniti na skoro 1% ukupne globalne trgovine. Konzumiranje ilegalnih droga široko je rasprostranjeno u svetu i lokalnim vlastima je i dalje veoma teško da suprotstave njihovoj popularnosti.

## Istorija
Kineske vlasti izdale su naredbe protiv pušenja opijuma 1729, 1796 i 1800. Zapad je počeo da zabranjuje adiktivne droge tokom kasnog 19. i početkom 20. veka.
Početkom 19. veka, pojavila se ilegalna trgovina drogom u Kini. Kao rezultat toga, do 1838. godine broj kineskih zavisnika od opijuma porastao je na između četiri i dvanaest miliona. Kineska vlada je odgovorila nalažući zabranu uvoza opijuma; to je dovelo do Prvog opijumskog rata (1839-1842) između Velike Britanije i kineske dinastije Đing. Velika Britanija je pobedila i primorala Kinu da dozvoli britanskim trgovcima da prodaju indijski opijum. Trgovanje opijumom bilo je unosno, a pušenje je postalo uobičajeno za Kineze u 19. veku, te su britanski trgovci povećali trgovinu sa Kinezima. Drugi opijumski rat izbio je 1856. godine, a Britanci su se ovog puta pridružili Francuzima. Nakon dva rata za opijum, Britanska kruna je sporazumima iz Nankinga (1842) i Tjencina (1858) obavezala kinesku vladu da plati velike sume novca za opijum koji su oduzeli i uništili, što su nazivali „reparacijama”.
Godine 1868, kao rezultat povećane upotrebe opijuma, Velika Britanija je ograničila prodaju opijuma u Britaniji sprovodeći Zakon o farmaciji iz 1868. godine. U Sjedinjenim Državama kontrola opijuma ostala je pod kontrolom pojedinačnih saveznih država do uvođenja Harisonovog zakona 1914. godine, nakon što je 12 međunarodnih sila potpisalo Međunarodnu opijumsku konvenciju 1912. godine.
Između 1920. i 1933. godine, Osamnaesti amandman ustava Sjedinjenih Država zabranio je alkohol u Sjedinjenim Državama. Pokazalo se da je zabranu gotovo nemoguće uspostaviti i došlo je do porasta nivoa organizovanog kriminala, uključujući i modernu američku mafiju, koja je identifikovala ogromne poslovne mogućnosti u proizvodnji, krijumčarenju i prodaji ilegalnih alkoholnih pića.
Početkom 21. veka došlo je do povećanja stope upotrebe droga u Severnoj Americi i Evropi, sa naročito povećanom potražnjom za marihuanom i kokainom. Kao rezultat toga, međunarodni sindikati organizovanog kriminala, poput kartela Sinaloa i ’Ndrangeta, pojačali su međusobnu saradnju kako bi olakšali prekoatlantsku trgovinu drogom. Upotreba još jedne ilegalne droge, hašiša, takođe je povećana u Evropi.

## Literatura
- Baumler, Alan, ур. (2001). Modern China and Opium: A Reader. University of Michigan Press. стр. 181. ISBN 9780472067688. Приступљено 22. 3. 2015.
- United States Congress Senate Committee on the Judiciary. Communist china and illicit narcotic traffic. 1955年: United States Government Printing Office.
- Nei zheng bu (1956). Chinese communists' world-wide narcotic war. Taipei，Taiwan: Ministry of Interior, Republic of China.
- Baumler, Alan (2001). Modern China and Opium: A Reader. Ann Arbor: University of Michigan Press. ISBN 9780472067688.

- Brewster, David (1832). The Edinburgh encyclopaedia. 11. J. and E. Parker.

- Ebrey, Patricia Buckley (2010). „9. Manchus and Imperialism: The Qing Dynasty 1644–1900”. The Cambridge Illustrated History of China (second изд.). Cambridge University Press. ISBN 978-0-521-19620-8.

- Ebrey, Patricia Buckley; Walthall, Anne (2013). East Asia: A Cultural, Social, and Political History. Cengage Learning. ISBN 9781285528670.

- Brook, Timothy; Wakabayashi, Bob Tadashi (2000). Opium Regimes: China, Britain, and Japan, 1839–1952. University of California Press. ISBN 9780520222366.

- Keswick, Maggie; Weatherall, Clara (2008). The Thistle and the Jade: A Celebration of 175 Years of Jardine Matheson. Frances Lincoln. ISBN 9780711228306.

- Greenberg, Michael (1969). British Trade and the Opening of China, 1800–42. Cambridge Studies in Economic History. Cambridge: Cambridge University Press.

- Hanes, W. Travis; Sanello, Frank (2002). Opium Wars: The Addiction of One Empire and the Corruption of Another. Sourcebooks. ISBN 9781402201493.

- Layton, Thomas N. (1997). The Voyage of the 'Frolic': New England Merchants and the Opium Trade. Stanford University Press. ISBN 9780804729093.

- Lowes, Peter D. (1966). The Genesis of International Narcotics Control. Librairie Droz. ISBN 978-2-600-04030-3.

- Lovell, Julia (2012). The Opium War: Drugs, Dreams and the Making of China. Picador. ISBN 978-1-4472-0410-7. (Kindle version)

- Li, Xiaobing; Fang, Qiang (2013). Modern Chinese Legal Reform: New Perspectives. Asia in the new millennium. University Press of Kentucky. ISBN 9780813141206.

- Parker, Edward Harper; Wei, Yuan (1888). 圣武记 [Chinese Account of the Opium War]. The Pagoda Library. Shanghai: Kelly & Walsh.

- Zheng, Yangwen (2005). The Social Life of Opium in China. Cambridge University Press. ISBN 9780521846080.
- Dikötter, Frank; Lars, Peter Laamann; Zhou, Xun (2004). Narcotic Culture: A History of Drugs in China. Chicago: University of Chicago Press. ISBN 978-1850657255.
- McMahon, Keith (2002). The Fall of the God of Money : Opium Smoking in Nineteenth-Century China. Lanham: Rowman & Littlefield Publishers. ISBN 9780742518025.
- Zhou, Yongming (1999). Anti-Drug Crusades in Twentieth Century China: Nationalism, History, and State Building. Lanham, MD: Rowman and Littlefield. ISBN 9780847695980.